# Siehe, ich will viel Fischer aussenden, BWV 88
Siehe, ich will viel Fischer aussenden, BWV 88 (Eus ací, que us enviaré molts pescadors), és una cantata religiosa de Johann Sebastian Bach per al cinquè diumenge després de la Trinitat, estrenada a Leipzig el 21 de juliol de 1726.

## Origen i context
És una de les set cantates amb text provinent del mateix cicle que les cantates compostes pel seu cosí, Johann Ludwig Bach, i tenen la particularitat de posar un versicle de l'evangeli del dia al bell mig de la cantata, en aquest cas correspon a (Lluc 5,10). En el primer número s'incorpora un versicle del profeta Jeremies (16, 16) i en el coral final s'empra l'última estrofa de l'himne Wer nur den lieben Gott lässt walten de Georg Neumark (1640). Fa referència a les lectures del dia, (Lluc 5, 1-11), que relata la crida dels primers deixebles, i conté les paraules de Jesús a Simó: “No tinguis por; perquè des d'ara seràs pescador d'homes”, que contraposa al text de Jeremies que posa en boca de Déu la promesa d'enviar pescadors i caçadors que reuneixin a Jerusalem el poble desterrat i dispers. L'altra cantata conservada per a aquest diumenge és la BWV 93.

## Anàlisi
Obra escrita per a soprano, contralt, tenor, baix i cor; dos trompes, dos oboès d'amor, dos oboe da caccia, corda i baix continu. Consta de set números, repartits en dues parts.
Primera part
1. Ària (baix): Siehe, ich will viel Fischer aussenden (Eus ací, que us enviaré molts pescadors)
2. Recitatiu (tenor): Wie leichtlich könnte doch der Höchste uns entbehren (Amb quina facilitat pot l'Altíssim deixar-nos de mà)
3. Ària (tenor): Nein, Gott ist allezeit geflissen” (No, no! Déu sempre té la intenció)

Segona part
1. Recitatiu i arioso (tenor, baix): Jesus sprach zu Simon (Jesús digué a Simó)
2. Ària (duet de soprano i contralt): Beruft Gott selbst, so muss der Segen (Si Déu ho vol, cal que la Gràcia)
3. Recitatiu (soprano) Was kann dich denn in deinem Wandel schrecken (Què és el que et pot atemorir en la teva travessia)
4. Coral: Sing, bet und geh auf Gottes Wegen (Canta, resa i vés pels camins de Déu)

L'ària inicial de baix, que dona veu a Jesús, té dues parts, la primera, una marina sonora, inspirada en els pescadors del text, amb figures que il·lustren el fluir de les aigües, i la segona inclou una escena de cacera amb la participació de les trompes, que són els instruments típics del món cinegètic. En el número 2, un recitatiu “secco” de tenor, es planteja la qüestió si Déu retirarà la seva bondat als homes, pregunta que es respon en l'ària següent amb un no contundent, al que segueix uns si afirmatius, donant confiança als fidels sobre l'actuació de Déu, si cal. La segona part comença amb la intervenció del tenor, que a tall d'evangelista introdueix el baix, és a dir la vox Christi, que, amb l'únic acompanyament el continu, li diu a Pere “no tinguis por perquè des d'ara seràs pescador d'homes”. El número 5, és un duet de soprano i contralt, acompanyat pels oboès d'amor a l'uníson amb els violins; seguit d'un recitatiu de soprano, de contingut molt conceptual, que dona pas al coral final amb el text indicat. Té una durada aproximada d'uns vint-i-dos minuts.

## Discografia seleccionada
- J.S. Bach: Das Kantatenwerk. Sacred Cantatas Vol. 5. Gustav Leonhardt, Knabenchor Hannover (Heinz Hening, director), Collegium Vocale Gent (Philippe Herreweghe, director), Leonhardt-Consort, Markus Klein (solista del cor), Paul Esswood, Kurt Equiluz, Max van Egmond. (Teldec), 1994.
- J.S. Bach: The complete live recordings from the Bach Cantata Pilgrimage. CD 31: Blasiuskirche, Mühlhausen; 23 de juliol de 2000. John Eliot Gardiner, Monteverdi Choir, English Baroque Soloists, Joanne Lunn, William Towers, Kobie van Rensburg, Peter Harvey. (Soli Deo Gloria), 2013.
- J.S. Bach: Complete Cantatas Vol. 19. Ton Koopman, Amsterdam Baroque Orchestra & Choir, Johannette Zomer, Bogna Bartosz, Christoph Prégardien, Klaus Martens. (Challenge Classics), 2006.
- J.S. Bach: Cantatas Vol. 44. Masaaki Suzuki, Bach Collegium Japan, Rachel Nicholls, Robin Blaze, Gerard Türk, Peter Kooij. (BIS), 2009.
- J.S. Bach: Church Cantatas Vol. 28. Helmuth Rilling, Gächinger Kantorei, Bach-Collegium Stuttgart, Ingeborg Reichelt, Verena Gohl, Adalbert Kraus, Wolfgang Schöne. (Hänssler), 1999.